# Carlos Ibáñez del Campo
Carlos Ibáñez del Campo (1877-1960) va ser un militar, polític i dictador xilè. Va ser President de la República en dues ocasions: de 1927 a 1931 i de 1952 a 1958.